# Lattulosio
Il lattulosio (o lactulosio) è uno zucchero impiegato nel trattamento della stitichezza, come lassativo e come prebiotico, e della encefalopatia epatica, come coadiuvante della metabolizzazione dell'ammoniaca.
Il lattulosio è un disaccaride formato dai due monosaccaridi, fruttosio e galattosio. Il preparato commerciale è ottenuto a seguito dell'isomerizzazione del lattosio.

## Descrizione
La presenza di elevate quantità di lattulosio nel latte è un importante indice analitico sul trattamento termico a cui è stato sottoposto. La formazione dall'isomerizzazione del lattosio è favorita dalle alte temperature, e non è raro trovare concentrazioni di lattulosio in latti UHT o sterilizzati. Risulta quindi relativamente semplice controllare quanto spinto è stato un trattamento termico su un latte analizzandone i contenuti di lattulosio, e rilevare eventuali frodi. Altri indicatori analitici indicanti la tipologia del trattamento termico subito da un latte sono la presenza degli enzimi lattoperossidasi e fosfatasi alcalina, che a elevate temperatura si disattivano completamente.
Come lassativo, il meccanismo di funzionamento consiste nella sua capacità di arrivare inalterato fino al colon: sfuggito all'azione digestiva del succo gastrico, nello stomaco, e delle disaccarasi (enzimi e condizioni di pH idonee alla trasformazione dei disaccaridi in monosaccaridi) nell'intestino, arriva al colon, dove svolge la sua azione osmotica. Ciò comporta l'ammorbidimento delle feci e l'aumento della peristalsi.
Come prebiotico, l'attività consiste nel favorire la flora intestinale simbionte ai danni di quella ostile: i lactobacilli catabolizzano il lattulosio producendo gli acidi lattico, acetico e formico e proliferano.
Come coadiuvante della trasformazione dell'ammoniaca la sua qualità è di ostacolare la crescita di batteri che producono ammoniaca (Escherichia coli). Inoltre l'aumento di acidità del colon indotto dal lactulosio favorisce la conversione dell'ammoniaca in ione ammonio. Infine, l'aumento della peristalsi favorisce l'eliminazione dei metaboliti dell'ammoniaca, la diluizione dell'ammoniaca nel lume intestinale e quindi, tramite l'azione dei villi intestinali, l'abbassamento del livello di ammoniemia. 
Nonostante l'ampia tollerabilità, può avere effetti indesiderati quali crampi e dolori addominali, meteorismo e flatulenza. Un uso eccessivo del lassativo può portare ad uno squilibrio salino con diarrea e perdita di elettroliti e acqua; tuttavia ciò è raro a causa dell'azione delicata del lattulosio rispetto ad altri lassativi.